# Incidente ferroviario di Contigliano
L'incidente ferroviario di Contigliano, anche noto come tragedia di Contigliano, è stato un disastro ferroviario avvenuto il 3 ottobre 1936 sulla ferrovia Terni-Sulmona nei pressi della stazione di Contigliano, a poca distanza da Rieti. 
A causa di un errore umano, una littorina passeggeri e un'automotrice postale che marciavano in direzione opposta sul binario unico si scontrarono frontalmente, causando diverse vittime e ferendo gravemente tutti i restanti passeggeri. Fu una delle prime tragedie legate al mondo dello sport, poiché tra i passeggeri si trovava l'intera squadra dell'A.S. L'Aquila, in trasferta per disputare una partita di serie B; l'incidente troncò l'impetuosa ascesa del club, che non tornò mai più nella categoria cadetta.

## Avvenimenti

La scena dell'incidente

Alle 6:23 del mattino di sabato 3 ottobre 1936, il treno accelerato di automotrici AT 404 Sulmona-Terni, composto da una sola littorina di terza classe, partì dalla città peligna impegnando la ferrovia Terni-Sulmona, con arrivo previsto alle 10:21.
Alle ore 7:40 circa il treno arrivò alla stazione dell'Aquila, dove salirono a bordo numerosi passeggeri tra cui la comitiva dell'A.S. L'Aquila, composta da tredici giocatori, due dirigenti, l'allenatore e il massaggiatore, in viaggio verso Verona dove il giorno successivo si sarebbe dovuta disputare la partita contro l'A.C. Verona, gara valida per il campionato di Serie B 1936-1937. Verso le 8 il convoglio, pressoché pieno, ripartì in direzione di Terni.
Alle ore 9:45, al km 196 della linea nei pressi della stazione di Contigliano , nel tratto tra la stazione di Rieti e quella di Contigliano, il treno si scontrò violentemente con un convoglio postale proveniente dalla direzione opposta, espletato dal furgone ALDb 201. Nell'impatto i due mezzi si accartocciarono e si incunearono l'uno nell'altro, uccidendo molti passeggeri.
I primi soccorsi furono prestati dai passeggeri feriti in modo meno grave, e dai passanti accorsi per il rumore dello scontro (che provvedettero a dare l'allarme); tra i superstiti che si prodigarono maggiormente nelle azioni di soccorso ci fu il carabiniere Raffaele Betti della stazione di Reggio Emilia, che per questa ragione ricevette un encomio solenne.

## Le vittime

I soccorsi dopo il distacco dei due convogli

Il numero delle vittime dell'incidente è ad oggi ancora incerto: i morti, che nei resoconti dell'epoca e spesso ancora in quelli contemporanei sono erroneamente indicati pari ad 8, furono in realtà almeno 15. Tutte le altre 69 persone presenti a bordo rimasero ferite.
Tra i deceduti ci furono due ferrovieri e l'allenatore dei rossoblù, Attilio Buratti. Il calciatore Marino Bon perse i sensi e fu in un primo momento dichiarato morto; in seguito venne ricoverato e riuscì a sopravvivere.
Tra i feriti ci furono tutti gli altri calciatori in rosa, di cui buona parte non poté più tornare a giocare.

## Accertamento delle responsabilità
Sul luogo dell'incidente si recò il sottosegretario di Stato alle ferrovie Mario Jannelli per indagare sull'accaduto.
Lo scontro fu certamente dovuto all'errore umano di uno dei due capistazione di Rieti o di Contigliano (che avevano il compito di dare il via libera solo ad un convoglio e far attendere l'altro), o di uno dei due macchinisti (che dovevano attendere tale segnale di via libera). Nelle cronache dell'epoca la responsabilità viene attribuita al macchinista del furgone postale, che sarebbe partito dalla stazione di Contigliano senza attendere l'incrocio con la littorina. Nelle fonti moderne invece risulta che a compiere l'errore fu probabilmente il capostazione di Rieti.

## Conseguenze

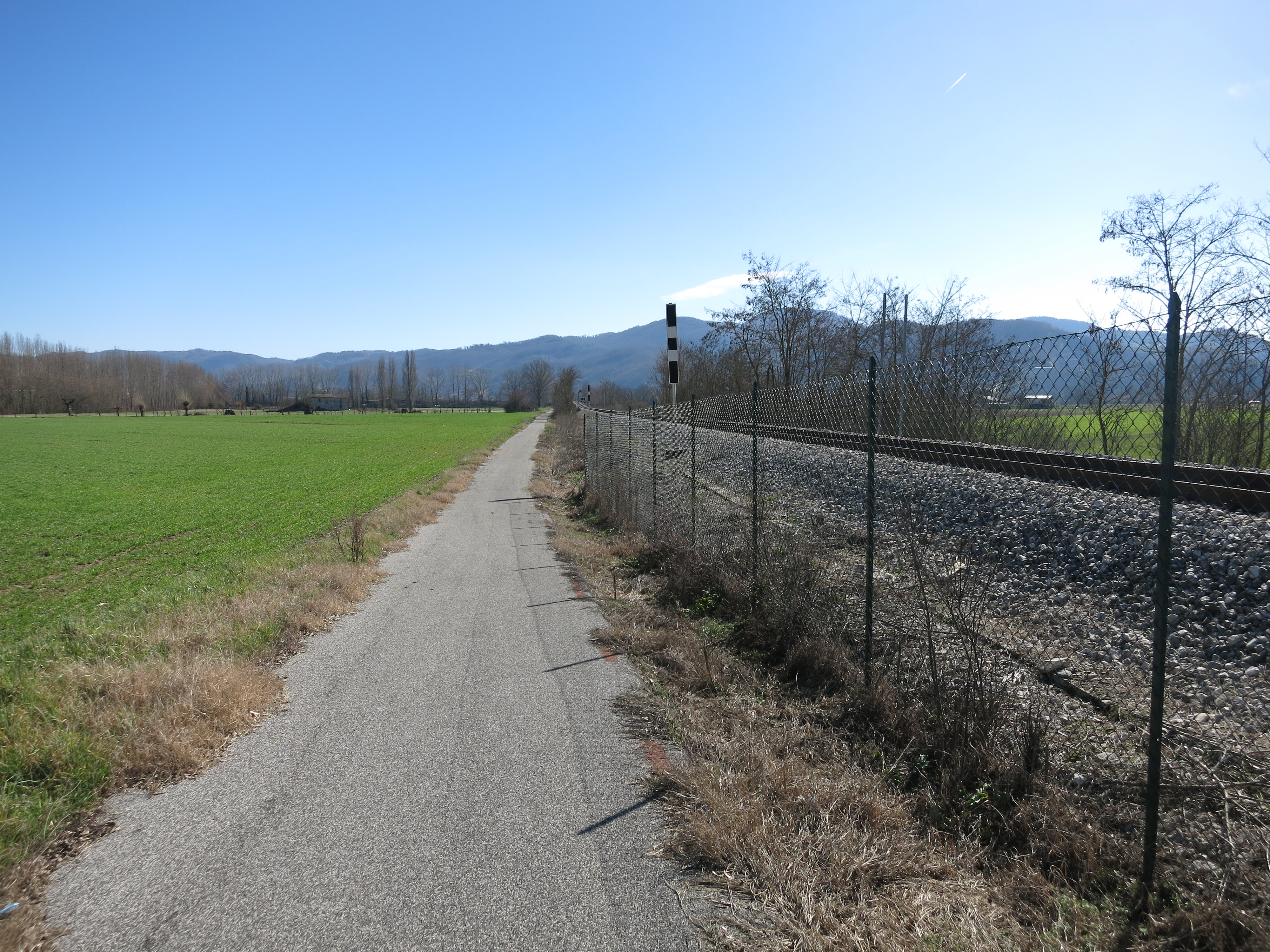
La ferrovia al giorno d'oggi a circa un chilometro dal luogo del disastro

L'incidente ebbe pesanti conseguenze sulle sorti dell'A.S. L'Aquila, squadra che stava vivendo una fase di grande ascesa. La tragedia risparmiò solo tre dei suoi giocatori: gli squalificati Brindisi e Michetti, e il portiere Stornelli che non riuscì a svegliarsi in tempo per prendere il treno.
In virtù dell'accaduto, la Federazione Italiana Giuoco Calcio propose agli abruzzesi la salvezza d'ufficio senza dover disputare il campionato, ma il club decise di proseguire ugualmente il torneo. La squadra venne affidata al tecnico magiaro András Kuttik mentre vennero accolti gli aiuti di alcune società calcistiche italiane che offrirono, gratuitamente ed in forma di solidarietà, dei giocatori per completare la rosa; tra questi Otello Trombetta e Giacomo Valentini arrivati dalla Roma. Nonostante una ripresa sul finale della stagione, L'Aquila si classificò al terzultimo posto, ad una manciata di punti dalla salvezza, e retrocesse così in Serie C; da quell'anno i rossoblù non sono più riusciti a raggiungere la serie cadetta.
Entrambi i mezzi ferroviari subirono danni profondi; il furgone postale (uno dei soli tre esemplari di ALDb 200 costruiti) fu demolito nel gennaio del 1937.

## Commemorazioni

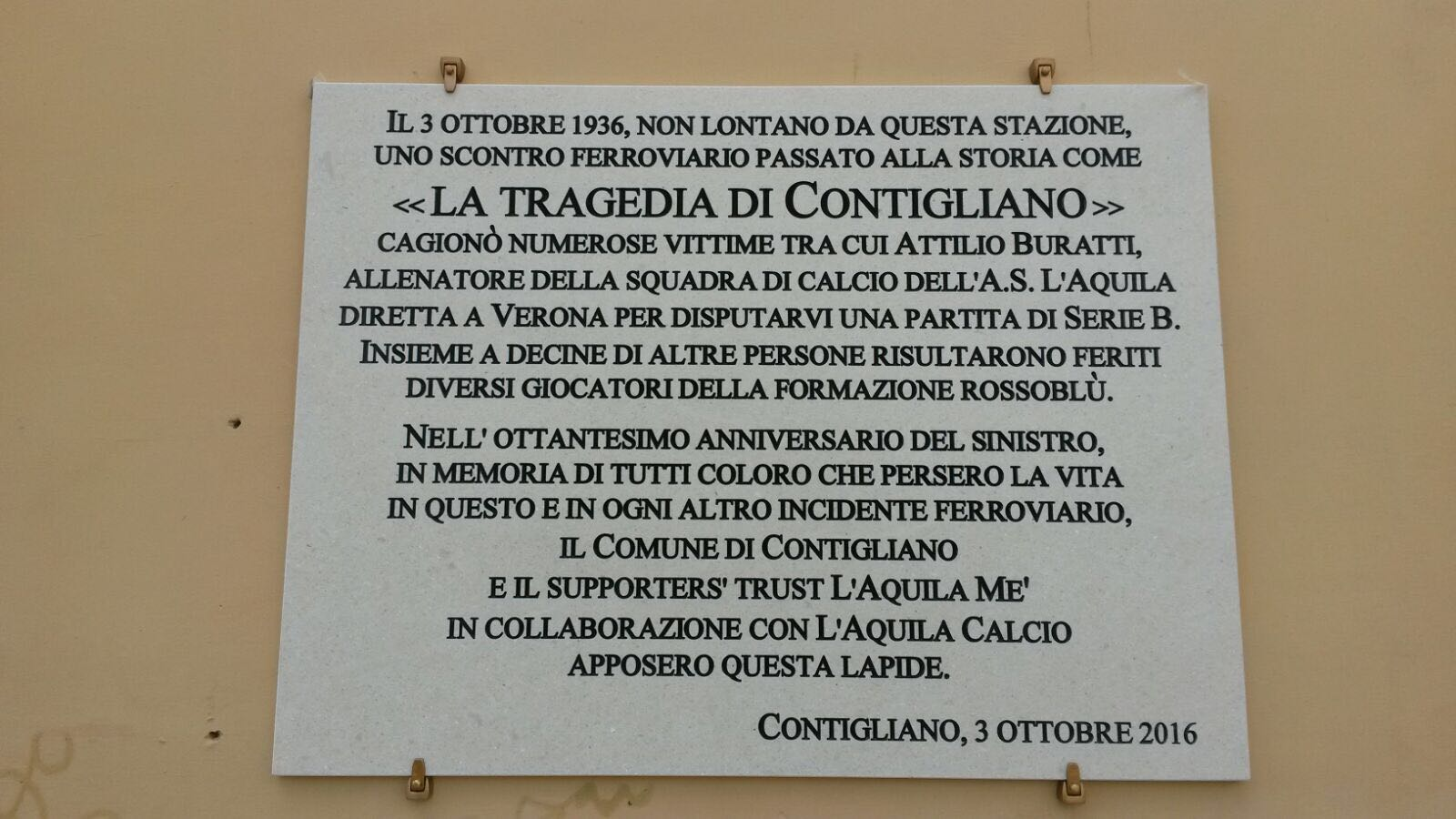
La targa apposta nella stazione di Contigliano

Il 3 ottobre 2006, a 70 anni esatti dalla tragedia, si è svolta all'Aquila una piccola cerimonia di commemorazione. Dal 2014, l'associazione di tifosi «Supporters' Trust L'Aquila Me'» organizza, in sinergia con il comune della cittadina reatina, piccole cerimonie in ricordo dell'evento. 
In occasione dell'ottantesimo anniversario, il 3 ottobre 2016, il Comune di Contigliano e L'Aquila Me', in collaborazione con L'Aquila Calcio, hanno apposto una targa nella stazione di Contigliano a ricordo della tragedia.